# 34 Korpus Armijny (Imperium Rosyjskie)
34 Korpus Armijny (ros. 34-й армейский корпус) – jeden ze związków operacyjno–taktycznych  Imperium Rosyjskiego w czasie I wojny światowej. Sformowany w czasie trwania I wojny światowej. Wiosną i latem 1917 ukrainizowany przez dowódcę Korpusu gen. Skoropadskiego i 2 lipca 1917 przemianowany na 1 Korpus Ukraiński. Rozformowany na początku 1918. 

## Podporządkowanie
- 10 Armii (04.05 – 1.09.1915)
- 2 Armii (18.09.1915 – 17.11.1915)
- 1 Armii (7.12.1915 – 1.02.1916)
- 4 Armii (1.07 – 1.08.1916)
- Armii Specjalnej (27.08.1916 – 1.05.1917)
- 7 Armii (18.06 –  grudzień 1917)

## Dowódcy Korpusu
- gen. piechoty F. M. Bebel (kwiecień 1915 – luty 1916)
- gen. piechoty W. P. Szatiłow (luty 1916 – styczeń 1917)
- gen. lejtnant P. P. Skoropadskij (od stycznia 1917)